# Loxioda dissimilis
Loxioda dissimilis là một loài bướm đêm trong họ Noctuidae.